# Denise Kerny
Denise Henriette Coudray dite Denise Kerny, née  le 28 mars 1907 à Paris 18e et morte le 16 juin 1970 à Paris 7e, est une actrice française.
Elle est la fille de l'acteur Henri Kerny (1869-1933).

## Filmographie
- 1931 : La Bande à Bouboule de Léon Mathot
- 1932 : Le Premier Mot d'amour de Joseph Guarino-Glavany
- 1934 : Le Coup du parapluie de Victor de Fast (court métrage 35 min)
- 1937 : Arsène Lupin détective d'Henri Diamant-Berger
- 1937 : La Fessée de Pierre Caron : la bonne
- 1938 : Werther de Max Ophüls : la bonne
- 1938 : Carrefour ou L'Homme de la nuit de Kurt Bernhardt : la caissière
- 1938 : La Vierge folle d'Henri Diamant-Berger
- 1939 : Le Déserteur de Léonide Moguy
- 1945 : Le Roi des resquilleurs de Jean Devaivre
- 1947 : Fantômas de Jean Sacha : l'adjointe
- 1947 : Carrefour du crime de Jean Sacha : l'infirmière
- 1947 : Les Frères Bouquinquant de Louis Daquin : une détenue
- 1948 : Tous les deux de Louis Cuny : la secrétaire de M. Defert
- 1949 : La Maternelle d'Henri Diamant-Berger : Mlle Bord
- 1949 : Le Jugement de Dieu de Raymond Bernard : rôle non crédité
- 1949 : La Patronne de Robert Dhéry
- 1951 : La Rose rouge de Marcel Pagliero : rôle non crédité
- 1951 : Agence matrimoniale de Jean-Paul Le Chanois
- 1951 : Anatole chéri de Claude Heymann
- 1951 : Monsieur Fabre d'Henri Diamant-Berger : Aglaë âgée
- 1951 : Seul dans Paris d'Hervé Bromberger : l'institutrice
- 1952 : Les amours finissent à l'aube d'Henri Calef
- 1952 : Elle et moi de Guy Lefranc : la seconde bonne
- 1952 : Mon curé chez les riches d'Henri Diamant-Berger
- 1953 : Lettre ouverte d'Alex Joffé : une dame
- 1953 : La Dame aux camélias de Raymond Bernard : une commère
- 1953 : Le Chasseur de chez Maxim's d'Henri Diamant-Berger : Lola Magny, journaliste
- 1954 : Escalier de service de Carlo Rim : la bonne du café
- 1956 : Mon curé chez les pauvres d'Henri Diamant-Berger
- 1957 : C'est arrivé à 36 chandelles d'Henri Diamant-Berger : la secrétaire
- 1959 : Asphalte d'Hervé Bromberger : la femme de chambre de Nicole
- 1959 : Messieurs les ronds-de-cuir d'Henri Diamant-Berger : Georgette, la secrétaire de la directrice
- 1959 : Rue des prairies de Denys de La Patellière
- 1961 : La Belle Américaine de Robert Dhéry : la femme du serrurier
- 1962 : Une petite annonce de Jacques de Casembroot (court métrage)

## Théâtre
- 1938 : La Cruche cassée d'Heinrich von Kleist, mise en scène Georges Douking, Théâtre des Ambassadeurs
- 1950 : L'Affaire Fualdès de Denis Marion, mise en scène Georges Douking, Théâtre du Vieux Colombier
- 1965 : Enquête à l'italienne de Jacques de La Forterie, mise en scène Daniel Crouet,   Théâtre Gramont